# إيرين موس
إيرين موس (بالإنجليزية: Irene Moss)‏ هي محامية أسترالية، ولدت في 9 ديسمبر 1948 في سيدني في أستراليا.